# Vera Farmiga
Vera Ann Farmiga (Clifton, 6 augustus 1973) is een Amerikaanse actrice. Ze werd in 2010 genomineerd voor de Oscar voor beste vrouwelijke bijrol voor haar rol in de dramafilm Up in the Air, waarvoor ze ook werd genomineerd voor een Golden Globe, een BAFTA Award en een Screen Actors Guild Award. Meer dan vijftien andere filmprijzen werden haar daadwerkelijk toegekend, waaronder de Special Jury Prize op het Sundance Film Festival voor haar hoofdrol als drugsverslaafde in Down to the Bone (2004), een British Independent Film Award voor haar bijrol in het oorlogsdrama The Boy in the Striped Pyjamas (2008) en een Satellite Award samen met de gehele cast van de misdaadfilm The Departed (2006).

## Biografie
Hoewel Farmiga geboren werd in de Verenigde Staten, leerde ze voor haar zesde geen Engels. Ze is een van de zeven kinderen van het Oekraïnese echtpaar Michael (een systeemanalist) en Lyubov Farmiga (een voormalig onderwijzeres) en groeide op in een overwegend Oekraïense gemeenschap in haar geboorteplaats Irvington, in de buurt van Newark. Ze studeerde toneel aan de Syracuse University's School of Performing Arts en maakte haar Broadwaydebuut in 1996, als understudy in het toneelstuk Taking Sides. In de tweede helft van de jaren 90 speelde Farmiga in verschillende toneelstukken en films. 
Farmiga maakte in 1997 haar acteerdebuut, toen ze zowel verscheen als Caitlin in elf afleveringen van de avonturenserie Roar als in de televisiefilm Rose Hill. 
Haar grootste commerciële succes tot op dat moment kwam in 2009 met de film Up in the Air, die wereldwijd een omzet van $ 166.842.739 genereerde.
In 2011 maakte Farmiga haar regiedebuut met de dramafilm Higher Ground, waarvoor ze als actrice én als regisseur voor enkele prijzen werd genomineerd. Ze speelt hierin zelf Corinne Walker. Een jongere versie van hetzelfde personage wordt gespeeld door Taissa Farmiga, Farmiga's jongste, 21 jaar jongere zus, die in deze film haar acteerdebuut maakte.
Sinds 2013 is Farmiga te zien als Lorraine Warren in de films van The Conjuring Universe.

### Privé
Farmiga was van 1997 tot 2005 getrouwd met de Franse acteur Sebastian Roché, die ze ontmoette tijdens opnames voor de televisieserie Roar. 
In september 2008 trouwde Farmiga met Renn Hawkey, een timmerman en voormalig toetsenist van synthesizerband Deadsy. Op 15 januari 2009 werd hun zoon Fynn geboren, op 4 november 2010 gevolgd door dochter Gytta Lubov Hawkey.

## Filmprijzen
* Incompleet
- British Independent Film Award - 'beste actrice' (voor The Boy in the Striped Pyjamas, 2008)
- National Board of Review of Motion Pictures - NBR Award 'beste ensemble' (voor The Departed, 2006)
- Sundance Film Festival - Special Jury Prize (voor Down to the Bone, 2004)
- Marrakech International Film Festival - 'beste actrice' (voor Down to the Bone, 2004)
- Los Angeles Film Critics Association Awards - 'beste actrice' (voor Down to the Bone, 2004)
- BendFilm Festival - 'beste actrice' (voor Down to the Bone, 2004)

## Filmografie
*Exclusief televisiefilms, tenzij vermeld

### Actrice
- Ezra (2023)
- The Nun II (2023)
- Hawkeye (2021, televisieserie)
- The Conjuring: The Devil Made Me Do It (2021)
- Annabelle Comes Home (2019)
- Godzilla: King of the Monsters (2019)
- Captive State (2019)
- Skin (2018)
- The Nun (2018)
- The Front Runner (2018)
- Boundaries (2018)
- The Commuter (2018)
- Burn Your Maps (2016)
- The Conjuring 2 (2016)
- Special Correspondents (2016)
- The Judge (2014)
- The Conjuring (2013)
- At Middleton (2013)
- Safe House (2012)
- Goats (2012)
- Source Code (2011)
- Higher Ground (2011)
- Henry's Crime (2010)
- The Vintner's Luck (2009)
- Up in the Air (2009)
- Orphan (2009)
- Nothing But the Truth (2008)
- The Boy in the Striped Pyjamas (2008)
- In Tranzit (2008)
- Quid Pro Quo (2008)
- Never Forever (2007)
- Joshua (2007)
- The Hard Easy (2006)
- The Departed (2006)
- Breaking and Entering (2006)
- Running Scared (2006)
- Neverwas (2005)
- The Manchurian Candidate (2004)
- Mind the Gap (2004)
- Down to the Bone (2004)
- Dummy (2002)
- Love in the Time of Money (2002)
- Dust (2001)
- 15 Minutes (2001)
- Autumn in New York (2000)
- The Opportunists (2000)
- Return to Paradise (1998)
- Rose Hill (1997, televisiefilm)

### Regie
- Higher Ground (2011)

## Televisieseries
*Exclusief eenmalige gastrollen
- When They See Us - Elizabeth Lederer (2019, vier afleveringen)
- Bates Motel - Norma Louise Bates (2013-2017, vijftig afleveringen)
- Touching Evil - Susan Branca (2004, twaalf afleveringen)
- UC: Undercover - Alex Cross (2001-2002, elf afleveringen)
- Roar - Caitlin (1997, elf afleveringen)